# Reserva natural del Sabinar de Calatañazor
El Sabinar de Calatañazor es una reserva natural ubicada en la provincia  de Soria en la comunidad autónoma de Castilla y León en España. Es un bosque de sabinas albares que acoge a algunos de los ejemplares más longevos y elevados de esta especie de la península ibérica.

## Características del espacio natural
El Sabinar de Calatañazor se encuentra situado en la parte noroccidental de la provincia de Soria, al sur de la sierra de Cabrejas, en el término municipal de Calatañazor y muy cercano a Muriel de la Fuente. Ocupa una extensión de 30 hectáreas de las cuales 22 son de bosque sabinar. Fue declarado reserva natural el 11 de julio de 2000 por la ley 9/2000 y está integrado en la propuesta de lugar de importancia comunitaria Sabinares Sierra de Cabrejas. Es el monte de utilidad pública número 248 de la provincia de Soria.
Su declaración está encaminada a la conservación del espacio natural singular así como de los usos y costumbres que se han venido dando en el mismo a la vez que se persigue la difusión de sus valores naturales y etnológicos entre la población. El Sabinar de Calatañazor se complementa con el Monumento Natural de la Fuentona que se ubica pegado a él. Entre ambos espacios se encuentra el Centro de Interpretación de los mismos. El palacio de Santa Coloma acoge las instalaciones de interpretación y administrativas de estos dos espacios naturales.

## La sabina de Calatañazor

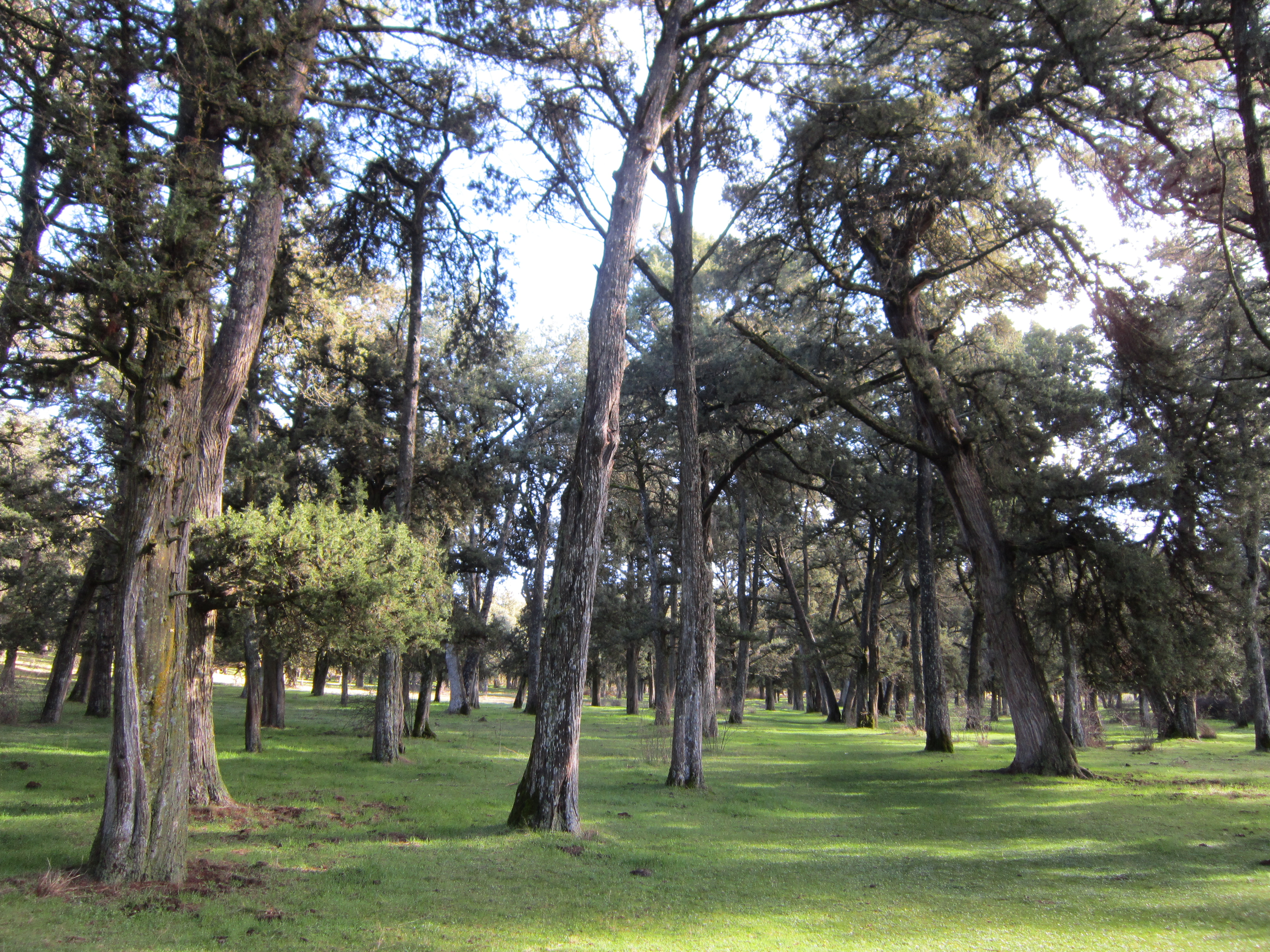
El sabinar.

La sabina albar (Juniperus thurifera) es el árbol que compone el corazón de este espacio natural. Es conocida por los sorianos como enebro. Es un árbol resinoso de hoja perenne que suele tener poca envergadura, puede alcanzar los 14 m de altura y 4 m de diámetro troncal, con tronco grueso y cilíndrico (cónico cuando es viejo) con corteza delgada de color pardo grisácea. Las hojas son pequeñas y muy imbricadas entre sí, de tipo cupresoide. Florece en primavera y su fruto madura en otoño-invierno pasando del color verde al pardo azulado. Es una especie considerada una reliquia del Terciario. Su madera es sumamente dura y resistente, y al quemarse desprende un olor que recuerda al incienso, cualidad que le ha valido el apellido de thurifera.
Las sabinas de Calatañazor destacan por su tamaño, hasta los 20 m de altura y 8 m de diámetro troncal. Esto tiene varias causas entre la que se encuentra que este espacio ha sido aprovechado como dehesa (espacio de pastoreo para el ganado), lo que ha impedido la entrada de matorral y de otras especies forestales y la fertilización del terreno, que se encuentra a pie de ladera en el fondo de un valle con suelos profundos.

## La Fuentona

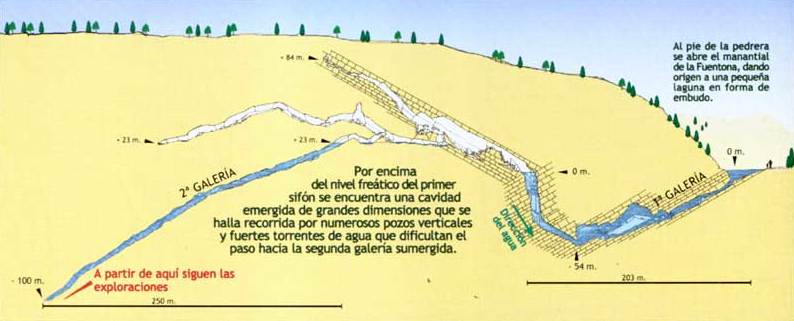
Esquema de La Fuentona.

El Monumento Natural de la Fuentona está constituido por el paraje conocido como Los Ojos de la Fuentona , un acuífero que forma el nacimiento del río Abión y parte de la vega inicial del mismo. El Abión forma, poco después de nacer, un cañón con abundante vegetación y fauna. Este acuífero es una red de galerías (exploradas en escasos 100 m) bajo el terreno. Se complementa con la Cascada de la Fuentona.
En cuanto a la vegetación que habita estas riberas está constituida por chopos, sauces, espadanales y carrizales con un sotobosque de gayubas, aligas y escaramujos así como tomillo, salvia y espliego. Más alejado del río se abren los bosques de sabinas cuyo máximo exponente es el sabinar que complementa el espacio natural. Es un ejemplar muy reconocible en toda la zona.
La fauna es variada, en los roquedos de los acantilados anidan lo buitres leonados y rapaces como el águila real y el halcón peregrino o el alimoche. Los martines pescadores son abundantes al igual que los cárabos. En el agua abunda la trucha.
Este paraje fue declarado monumento natural el 12 de noviembre de 1998 mediante el decreto 238/1998. Tiene una superficie de 232 ha y se ubica en los terreno municipales de las poblaciones de Cabrejas del Pinar y Muriel de la Fuente.